# Leichtathletik-Länderkampf der Männer 1961 BR Deutschland – Ungarn
| 12. Leichtathletik-Länderkampf mit bundesdeutscher Beteiligung 1961 | 12. Leichtathletik-Länderkampf mit bundesdeutscher Beteiligung 1961 |               |
| ------------------------------------------------------------------- | ------------------------------------------------------------------- | ------------- |
|                                                                     |                                                                     |               |
| Ländervergleich der Männer: BR Deutschland – Ungarn                 |                                                                     |               |
| Austragungsort                                                      | Augsburg                                                            |               |
| Wettbewerbe                                                         | 20                                                                  |               |
| Datum                                                               | 7./8. Oktober 1961                                                  |               |
| 1. FRG 2. HUN                                                       | 119,5 Punkte 092,5 Punkte                                           |               |
| Chronik                                                             |                                                                     |               |
| ← FRG-CSK (M)                                                       | GHA-FRG (M) →                                                       | GHA-FRG (M) → |

Der zwölfte Vergleich des Länderkampfjahres 1961 war wieder eine Veranstaltung der Männer. Zum sechsten Mal trafen die deutschen Leichtathleten am 7./8. Oktober auf Ungarn. Austragungsort war Augsburg. Die vorangegangenen fünf Begegnungen hatte Deutschland für sich entschieden.

## Wettbewerbe und Modus
Auf dem Programm standen die bei Länderkämpfen üblichen zwanzig Disziplinen. Aus dem olympischen Wettbewerbskatalog fehlten nur der Marathonlauf, die beiden Gehdisziplinen und der Zehnkampf. Die Wertung erfolgte in allen Disziplinen nach dem Standardsystem.

## Ergebnis
Wie im Länderkampf gegen die Tschechoslowakei eine Woche zuvor waren die bundesdeutschen Leichtathleten im Laufbereich und in den Sprüngen überlegen. Sechs Laufwettbewerbe gingen bei vier Doppelerfolgen an die Bundesrepublik Deutschland, vier Läufe gewann Ungarn, davon zwei mit Doppelerfolgen. Auch in beiden Staffeln lag die Bundesrepublik vorn. Drei Sprungwettbewerbe entschieden die bundesdeutschen Sportler bei zwei Doppelerfolgen für sich, für Ungarn blieb hier ein Sieg im Hochsprung. Im Bereich Wurf/Stoß entschieden beide Teams je zwei Wettbewerbe mit je einem Doppelerfolg für sich. Damit kamen die bundesdeutschen Athleten mit 119,5 zu 92,5 Punkten zu ihrem sechsten Sieg gegen diesen Gegner.

## Resultate

### 100 m
| Platz | Athlet          | Land | Zeit (s) |
| ----- | --------------- | ---- | -------- |
| 1     | Alfred Hebauf   | FRG  | 10,4     |
| 2     | Manfred Germar  | FRG  | 10,4     |
| 3     | László Mihályfi | HUN  | 10,6     |
| 4     | Csaba Csutorás  | HUN  | 10,7     |

Datum: 7. Oktober

### 200 m
| Platz | Athlet          | Land | Zeit (s) |
| ----- | --------------- | ---- | -------- |
| 1     | Manfred Germar  | FRG  | 21,1     |
| 2     | László Mihályfi | HUN  | 21,6     |
| 3     | Marcel Wendelin | FRG  | 21,7     |
| 4     | Csaba Csutorás  | HUN  | 21,9     |

Datum: 8. Oktober

### 400 m
| Platz | Athlet            | Land | Zeit (s) |
| ----- | ----------------- | ---- | -------- |
| 1     | Manfred Kinder    | FRG  | 47,1     |
| 2     | Carl Kaufmann     | FRG  | 47,3     |
| 3     | Sándor Nagy       | HUN  | 49,2     |
| 4     | Michaly Majeresik | HUN  | 49,7     |

Datum: 7. Oktober

### 800 m
| Platz | Athlet           | Land | Zeit (min) |
| ----- | ---------------- | ---- | ---------- |
| 1     | Paul Schmidt     | FRG  | 1:53,0     |
| 2     | Herbert Missalla | FRG  | 1:53,1     |
| 3     | Lajos Szentgáli  | HUN  | 1:53,6     |
| 4     | István Korda     | HUN  | 1:55,1     |

Datum: 8. Oktober

### 1500 m
| Platz | Athlet          | Land | Zeit (min) |
| ----- | --------------- | ---- | ---------- |
| 1     | Lajos Szentgáli | HUN  | 3:45,0     |
| 2     | Klaus Lehmann   | FRG  | 3:45,7     |
| 3     | Karl Eyerkaufer | FRG  | 3:46,1     |
| 4     | Lajos Kovács    | HUN  | 3:46,1     |

Datum: 7. Oktober

### 5000 m
| Platz | Athlet          | Land | Zeit (min) |
| ----- | --------------- | ---- | ---------- |
| 1     | József Mácsár   | HUN  | 14:10,2    |
| 2     | Horst Flosbach  | FRG  | 14:10,2    |
| 3     | Miklós Szabó    | HUN  | 14:15,0    |
| 4     | Roland Watschke | FRG  | 14:24,4    |

Datum: 7. Oktober

### 10.000 m
| Platz | Athlet        | Land | Zeit (min) |
| ----- | ------------- | ---- | ---------- |
| 1     | Sándor Iharos | HUN  | 29:37,0    |
| 2     | János Pintér  | HUN  | 29:37,6    |
| 3     | Gustav Disse  | FRG  | 29:42,6    |
| 4     | Peter Kubicki | FRG  | 30:02,8    |

Datum: 8. Oktober

### 110 m Hürden
| Platz | Athlet            | Land | Zeit (s) |
| ----- | ----------------- | ---- | -------- |
| 1     | Walter Pensberger | FRG  | 14,3     |
| 2     | Klaus Nüske       | FRG  | 14,4     |
| 3     | Imre Retezár      | HUN  | 14,5     |
| 4     | Árpád Turóczi     | HUN  | 14,8     |

Datum: 7. Oktober

### 400 m Hürden
| Platz | Athlet          | Land | Zeit (s) |
| ----- | --------------- | ---- | -------- |
| 1     | Helmut Janz     | FRG  | 51,7     |
| 2     | István Munkácsi | HUN  | 52,9     |
| 3     | Manfred Wagner  | FRG  | 53,0     |
| 4     | László Török    | HUN  | 54,3     |

Datum: 8. Oktober

### 3000 m Hindernis
| Platz | Athlet                | Land | Zeit (min) |
| ----- | --------------------- | ---- | ---------- |
| 1     | József Mácsár         | HUN  | 8:50,0     |
| 2     | Miklós Fazekas        | HUN  | 8:51,0     |
| 3     | Wilhelm-Rüdiger Böhme | FRG  | 8:55,6     |
| 4     | Ludwig Müller         | FRG  | 9:02,8     |

Datum: 8. Oktober

### 4 × 100 m Staffel
| Platz | Besetzung      | Land                                                    | Zeit (s) |
| ----- | -------------- | ------------------------------------------------------- | -------- |
| 1     | BR Deutschland | Alfred Hebauf Peter Gamper Klaus Ulonska Manfred Germar | 40,3     |
| 2     | Ungarn         | László Kiss Miklós Fluck György Gyuricza Csaba Csutorás | 41,1     |

Datum: 7. Oktober

### 4 × 400 m Staffel
| Platz | Besetzung      | Land                                                            | Zeit (min) |
| ----- | -------------- | --------------------------------------------------------------- | ---------- |
| 1     | BR Deutschland | Hans-Joachim Reske Johannes Kaiser Carl Kaufmann Manfred Kinder | 3:09,8     |
| 2     | Ungarn         | Imre Nemesházi Sándor Nagy István Munkácsi Michaly Majeresik    | 3:17,1     |

Datum: 8. Oktober

### Hochsprung
| Platz | Athlet            | Land | Höhe (m) |
| ----- | ----------------- | ---- | -------- |
| 1     | János Medovárszky | HUN  | 1,98     |
| 2     | Theo Püll         | FRG  | 1,95     |
| 3     | Sándor Noszály    | HUN  | 1,90     |
| 4     | Peter Riebensahm  | FRG  | 1,90     |

Datum: 8. Oktober

### Stabhochsprung
| Platz | Athlet         | Land | Höhe (m) |
| ----- | -------------- | ---- | -------- |
| 1     | Klaus Lehnertz | FRG  | 4,40     |
| 2     | János Miskei   | HUN  | 4,40     |
| 3     | Dieter Möhring | FRG  | 4,30     |
| 4     | István Török   | HUN  | 4,20     |

Datum: 7. Oktober

### Weitsprung
| Platz | Athlet            | Land | Weite (m) |
| ----- | ----------------- | ---- | --------- |
| 1     | Manfred Steinbach | FRG  | 7,57      |
| 2     | Wolfgang Klein    | FRG  | 7,38      |
| 3     | Henrik Kalocsai   | HUN  | 7,20      |
| 4     | János Horváth     | HUN  | 6,83      |

Datum: 7. Oktober

### Dreisprung
| Platz | Athlet          | Land | Weite (m) |
| ----- | --------------- | ---- | --------- |
| 1     | Günter Zeiß     | FRG  | 15,08     |
| 2     | Jörg Wischmeier | FRG  | 15,05     |
| 3     | Gyula Czapalai  | HUN  | 14,96     |
| 4     | László Kovacs   | HUN  | 14,85     |

Datum: 8. Oktober

### Kugelstoßen
| Platz | Athlet          | Land | Weite (m) |
| ----- | --------------- | ---- | --------- |
| 1     | Zsigmond Nagy   | HUN  | 18,21     |
| 2     | Dietrich Urbach | FRG  | 18,08     |
| 3     | Vilmos Varjú    | HUN  | 17,58     |
| 4     | Hermann Lingnau | FRG  | 17,48     |

Datum: 8. Oktober

### Diskuswurf
| Platz | Athlet           | Land | Weite (m) |
| ----- | ---------------- | ---- | --------- |
| 1     | József Szécsényi | HUN  | 54,29     |
| 2     | Ferenc Klics     | HUN  | 53,70     |
| 3     | Jens Reimers     | FRG  | 52,18     |
| 4     | Dietrich Urbach  | FRG  | 51,38     |

Datum: 7. Oktober

### Hammerwurf
| Platz | Athlet          | Land | Weite (m) |
| ----- | --------------- | ---- | --------- |
| 1     | Hans Fahsl      | FRG  | 63,07     |
| 2     | József Csermák  | HUN  | 63,04     |
| 3     | Gyula Zsivótzky | HUN  | 62,50     |
| 4     | Hans Wulff      | FRG  | 59,23     |

Datum: 7. Oktober

### Speerwurf
| Platz | Athlet          | Land | Weite (m) |
| ----- | --------------- | ---- | --------- |
| 1     | Rolf Herings    | FRG  | 80,84     |
| 2     | Hans Schenk     | FRG  | 76,62     |
| 3     | Gergely Kulcsár | HUN  | 75,37     |
| 4     | Sándor Krasznai | HUN  | 71,50     |

Datum: 8. Oktober